# Friedrich Wilhelm Constantin Knobelsdorff

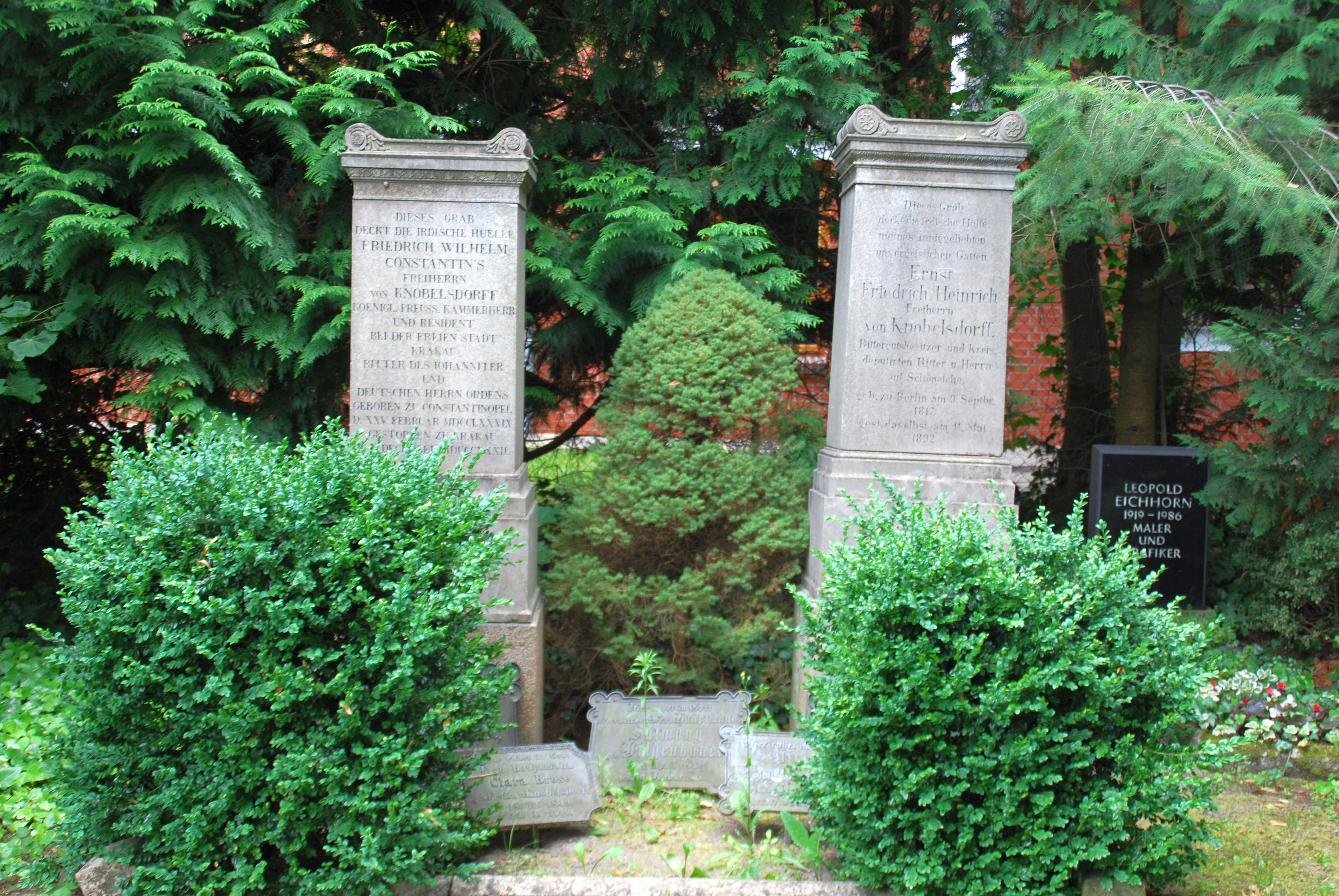
Groby rodziny Knobelsdorff na cmentarzu przy Dorfkirche Kleinschönebeck w Schöneiche pod Berlinem

Friedrich Wilhelm Constantin Knobelsdorff, Friedrich Wilhelm Constantin von Knobelsdorff, Franz Wilhelm Konstanty Knobelsdorff (ur. 25 lutego 1792 w Pera pod Konstantynopolem, ob. dzielnica Stambułu Beyoğlu, zm. 4 grudnia 1832 w Krakowie) – pruski dyplomata i urzędnik konsularny.
Był synem Wilhelma Knobelsdorff (1752–1820), generała i posła w Konstantynopolu, oraz Janette Philippine Hermanne von Dedem (1772–1860). 
Pełnił funkcję radcy w poselstwie Prus w Monachium, następnie ministra-rezydenta/konsula generalnego w Krakowie (1831–1832).
Pochowany został na cmentarzu przy Dorfkirche Kleinschönebeck w Schöneiche pod Berlinem.